# Championnat de France de basket-ball 2009-2010
Navigation
Saison précédente Saison suivante
La saison 2009-2010 du championnat de France de basket-ball de Pro A est la 88e édition du championnat de France masculin de basket-ball, la 23e depuis la création de la LNB.
À la fin de la saison régulière, les équipes classées de 1 à 8 sont automatiquement qualifiées pour les quarts de finale des playoffs. Le vainqueur de ces playoffs est désigné Champion de France. Le tenant du titre, l'ASVEL Lyon-Villeurbanne, a remporté la saison dernière le 17e titre de son histoire.
Les équipes classées 15e et 16e de Pro A à l'issue de la saison régulière du championnat, descendent en Pro B. Elles seront remplacées par le club champion de France de Pro B et le club classé premier de la saison régulière ou le deuxième si le champion de France termine premier, à la condition, bien sûr, qu'elles satisfassent aux règles du contrôles de la gestion financière et aux conditions du cahier des charges imposé aux clubs de Pro A. Sinon le 15e voire le 16e peuvent être repêchés si un ou les deux clubs de Pro B ne remplissent pas ces conditions.
Cholet remporte le premier titre de son histoire en battant en finale Le Mans 81-65.

## Qualifications en coupe d'Europe
Pour la saison 2010-2011
| Compétition Européenne | Clubs             | Raison d'attribution           | Commentaires      |
| ---------------------- | ----------------- | ------------------------------ | ----------------- |
| Euroligue              | Cholet Basket     | Champion de France             | Tour principal    |
| Euroligue              | Le Mans           | Finaliste du championnat       | Tour préliminaire |
| Euroligue              | Roanne            | Meilleur Demi-finaliste        | Tour préliminaire |
| Euroligue              | Lyon-Villeurbanne | Wild-card                      | Tour préliminaire |
| EuroCoupe              | Orléans           | Vainqueur Coupe de France      | Tour Préliminaire |
| EuroChallenge          | Paris Levallois   | 6e championnat (à défaut le 7) | Tour Préliminaire |
| EuroChallenge          | Gravelines        | 4e championnat                 | Tour principal    |
| EuroChallenge          | Nancy             | 5e championnat                 | Tour Préliminaire |

## Clubs participants
| \| Chalon-sur-Saône Cholet Dijon Gravelines Toulon Le Havre Le Mans Villeurbanne Nancy Orléans Paris Poitiers Roanne Rouen Strasbourg Vichy \| Localisation des clubs engagés dans le championnat. |
| Chalon-sur-Saône Cholet Dijon Gravelines Toulon Le Havre Le Mans Villeurbanne Nancy Orléans Paris Poitiers Roanne Rouen Strasbourg Vichy                                                           |

| Clubs                                                    | Salles (Capacités)                                                                      | Villes           |
| -------------------------------------------------------- | --------------------------------------------------------------------------------------- | ---------------- |
| Élan sportif chalonnais                                  | Le Colisée (4 000 places)                                                               | Chalon-sur-Saône |
| Cholet Basket                                            | La Meilleraie (5 191 places)                                                            | Cholet           |
| Jeanne d'Arc Dijon Bourgogne                             | Palais des sports Jean-Michel-Geoffroy (4 628 places)                                   | Dijon            |
| Basket Club Maritime Gravelines Dunkerque Grand Littoral | Sportica (3 500 places)                                                                 | Gravelines       |
| Hyères Toulon Var Basket                                 | Palais des sports Jauréguiberry (4 700 places) Espace 3000 (2 200 places)               | Toulon           |
| Saint Thomas Basket Le Havre                             | Salle des Docks Océane (3 598 places)                                                   | Le Havre         |
| Le Mans Sarthe Basket                                    | Antarès (6 000 places)                                                                  | Le Mans          |
| ASVEL Lyon-Villeurbanne                                  | Astroballe (5 600 places)                                                               | Villeurbanne     |
| Stade Lorrain Université Club Nancy Basket               | Palais des sports Jean Weille (6 027 places)                                            | Nancy            |
| Entente Orléanaise Loiret                                | Palais des Sports d'Orléans (3 222 places)                                              | Orléans          |
| Paris-Levallois Basket                                   | Stade Pierre-de-Coubertin (4 200 places) Palais des sports Marcel-Cerdan (3 050 places) | Paris Levallois  |
| Union Poitiers Basket 86                                 | Les Arènes (4 000 places) Salle Saint Eloi (2300 places)                                | Poitiers         |
| Chorale Roanne Basket                                    | Halle André-Vacheresse (3 300 places)                                                   | Roanne           |
| SPO Rouen Basket                                         | Salle des Cotonniers (1 300 places)                                                     | Rouen            |
| Strasbourg Illkirch Graffenstaden Basket                 | Rhenus Sport (6 200 places)                                                             | Strasbourg       |
| Jeanne d'Arc Vichy Auvergne Basket                       | Palais des Sports Pierre Coulon (3 300 places)                                          | Vichy            |

## La saison régulière

### Classement de la saison régulière
| Rang | Équipe                  | Pts | J  | G  | P  | Pp   | Pc   | Diff |
| ---- | ----------------------- | --- | -- | -- | -- | ---- | ---- | ---- |
| 1    | Cholet                  | 53  | 30 | 23 | 7  | 2296 | 2125 | 171  |
| 2    | Le Mans                 | 52  | 30 | 22 | 8  | 2390 | 2151 | 239  |
| 3    | Roanne                  | 51  | 30 | 21 | 9  | 2490 | 2324 | 166  |
| 4    | Gravelines Dunkerque    | 50  | 30 | 20 | 10 | 2322 | 2254 | 68   |
| 5    | Nancy                   | 49  | 30 | 19 | 11 | 2431 | 2212 | 219  |
| 6    | Orléans (F)             | 48  | 30 | 18 | 12 | 2331 | 2168 | 163  |
| 7    | Paris-Levallois (P)     | 45  | 30 | 15 | 15 | 2378 | 2370 | 8    |
| 8    | Poitiers (P)            | 45  | 30 | 15 | 15 | 2183 | 2223 | -40  |
| 9    | Lyon-Villeurbanne (T/S) | 44  | 30 | 14 | 16 | 2233 | 2127 | 106  |
| 10   | Vichy                   | 43  | 30 | 13 | 17 | 2140 | 2111 | 29   |
| 11   | Hyères Toulon           | 43  | 30 | 13 | 17 | 2441 | 2506 | -65  |
| 12   | Chalon-sur-Saône        | 42  | 30 | 12 | 18 | 2343 | 2412 | -69  |
| 13   | Le Havre                | 40  | 30 | 10 | 20 | 2223 | 2466 | -243 |
| 14   | Strasbourg              | 40  | 30 | 10 | 20 | 2412 | 2542 | -130 |
| 15   | Rouen                   | 38  | 30 | 8  | 22 | 2290 | 2521 | -231 |
| 16   | Dijon                   | 37  | 30 | 7  | 23 | 2172 | 2563 | -391 |

|     | Qualification pour les Play-offs 2010                   |
|     | Relégation en Pro B                                     |
| (T) | Tenant du titre 2009                                    |
| (F) | Finaliste 2009                                          |
| (P) | Promu 2009                                              |
| (C) | Vainqueur Coupe de France 2009-2010                     |
| (S) | Vainqueur de la Semaine des As de basket-ball 2009-2010 |

### Matches de la saison régulière
| Résultats (dom.\ext.)                                              | CHA    | CHO   | DIJ    | GRA    | HYÈ    | LEH    | LEM   | LYO    | NAN   | ORL   | PAR   | POI   | ROA    | ROU    | STR   | VIC   |
| Chalon-sur-Saône                                                   |        | 70-78 | 90-68  | 75-82  | 91-80  | 99-76  | 64-97 | 76-77  | 92-74 | 81-87 | 91-75 | 74-81 | 74-97  | 90-69  | 87-67 | 83-74 |
| Cholet                                                             | 85-58  |       | 88-76  | 72-73  | 82-78  | 83-66  | 68-66 | 80-62  | 69-57 | 64-57 | 90-75 | 70-67 | 81-84  | 73-68  | 80-63 | 64-63 |
| Dijon                                                              | 76-83  | 71-78 |        | 81-83  | 69-81  | 86-82  | 81-84 | 57-85  | 74-95 | 61-79 | 74-90 | 86-76 | 83-85  | 78-91  | 97-95 | 79-70 |
| Gravelines-Dunkerque                                               | 83-82  | 79-75 | 88-54  |        | 96-82  | 76-59  | 71-87 | 71-64  | 74-90 | 67-60 | 93-80 | 77-68 | 84-71  | 81-65  | 74-85 | 72-61 |
| Hyères Toulon                                                      | 75-70  | 87-86 | 82-93  | 73-79  |        | 96-92  | 78-88 | 75-81  | 92-78 | 73-76 | 78-89 | 77-82 | 95-84  | 76-84  | 96-87 | 70-62 |
| Le Havre                                                           | 68-66  | 65-71 | 81-54  | 68-83  | 80-100 |        | 84-85 | 66-103 | 62-84 | 58-78 | 66-84 | 66-60 | 73-70  | 82-89  | 83-71 | 84-83 |
| Le Mans                                                            | 76-70  | 83-85 | 106-57 | 75-55  | 88-75  | 96-77  |       | 54-62  | 66-64 | 70-67 | 67-75 | 71-81 | 73-58  | 86-76  | 83-76 | 76-70 |
| Lyon-Villeurbanne                                                  | 60-65  | 82-84 | 75-81  | 76-70  | 82-76  | 82-67  | 68-80 |        | 71-74 | 55-76 | 75-77 | 62-54 | 88-57  | 79-60  | 90-66 | 86-79 |
| Nancy                                                              | 87-74  | 70-71 | 84-60  | 72-87  | 90-95  | 94-66  | 92-70 | 78-68  |       | 80-84 | 89-64 | 73-77 | 101-62 | 90-73  | 95-77 | 75-65 |
| Orléans                                                            | 106-81 | 88-69 | 77-61  | 73-67  | 80-88  | 64-73  | 55-89 | 76-66  | 75-78 |       | 94-90 | 84-52 | 76-79  | 104-61 | 99-71 | 67-52 |
| Paris-Levallois                                                    | 88-92  | 72-77 | 84-72  | 80-73  | 93-67  | 92-69  | 61-75 | 75-71  | 76-77 | 84-83 |       | 80-71 | 82-100 | 92-88  | 79-82 | 65-81 |
| Poitiers                                                           | 53-59  | 76-71 | 75-62  | 82-75  | 87-89  | 73-67  | 79-81 | 55-53  | 68-76 | 87-69 | 63-79 |       | 89-88  | 78-75  | 93-82 | 68-77 |
| Roanne                                                             | 93-87  | 72-71 | 105-61 | 101-73 | 98-80  | 90-75  | 92-82 | 72-67  | 87-79 | 75-61 | 71-84 | 82-62 |        | 113-82 | 86-77 | 97-69 |
| Rouen                                                              | 83-71  | 56-65 | 90-99  | 77-80  | 88-67  | 98-105 | 64-85 | 87-80  | 74-93 | 75-76 | 91-89 | 64-73 | 81-76  |        | 71-80 | 77-80 |
| Strasbourg                                                         | 105-90 | 85-98 | 101-73 | 91-102 | 74-110 | 80-81  | 82-89 | 64-100 | 65-75 | 85-76 | 79-71 | 95-66 | 74-82  | 106-79 |       | 78-63 |
| Vichy                                                              | 91-58  | 65-68 | 80-57  | 75-54  | 77-50  | 76-82  | 64-62 | 75-63  | 74-66 | 76-84 | 71-53 | 59-87 | 60-63  | 74-54  | 74-69 |       |
| - Victoire à domicile - Victoire à l'extérieur - Match non disputé |        |       |        |        |        |        |       |        |       |       |       |       |        |        |       |       |

### Faits marquants de la saison régulière
Journée 1 (3 octobre 2009) : Le tenant du titre, l'ASVEL Lyon-Villeurbanne s'incline sur son parquet (75-81) face à Dijon. Les deux promus Poitiers et Paris-Levallois s'imposent à Nancy (73-77) et face à Gravelines-Dunkerque (80-73).
Journée 2 (10 octobre 2009) : L'ASVEL Lyon-Villeurbanne s'incline de nouveau, à Roanne (72-67). Paris-Levallois va gagner sur le terrain de Poitiers (63-79).
Journée 3 (17 octobre 2009) : Cholet, en battant Orléans (64-57) et Dijon en allant s'imposer à Rouen (99-90) s'installent en tête du classement. L'ASVEL Lyon-Villeurbanne remporte son premier match de la saison en battant Strasbourg (90-66).
Journée 4 (23 et 24 octobre 2009) : Cholet devient le seul leader du classement en battant Vichy (68-65). Lors de l'affrontement entre les deux derniers finalistes du championnat, Orléans bat l'ASVEL Lyon-Villeurbanne (76-66).
Journée 5 (30, 31 octobre et 1er novembre 2009) : Dijon rejoint Cholet à la première place du classement en s'imposant à Hyères-Toulon (82-93). Cholet perd son premier match de la saison sur son parquet face à Roanne (81-84) (a.p.).
Journée 6 (6, 7 et 8 novembre 2009) : Cholet est le nouveau leader du championnat à l'issue de sa victoire à Dijon (78-71). L'ASVEL Lyon-Villeurbanne s'incline de nouveau, à Gravelines-Dunkerque (64-71).
Journée 7 (13 et 14 novembre 2009) : Le leader Cholet conserve la tête du classement grâce à sa victoire à Orléans (75-61). L'ASVEL Lyon-Villeurbanne s'incline pour la cinquième fois en sept matchs et pour la première fois à domicile cette saison face à Paris-Levallois (77-75).
Journée 8 (21 novembre 2009) : Le Mans vainqueur à Poitiers (81-75) occupe désormais seul la tête du classement à la suite de la défaite de Cholet à Gravelines-Dunkerque (79-75).
Journée 9 (27, 28 et 29 novembre 2009) : L'ASVEL Lyon-Villeurbanne s'incline pour la cinquième fois de suite à domicile face au Mans (80-68). Rouen s'impose pour la première fois de la saison face à Paris-Levallois (91-89).
Journée 10 (4 et 5 décembre 2009) : Le Mans reste en tête du championnat en battant Le Havre (96-77). Orléans s'impose largement face à Rouen (104-61).
Journée 11 (11 et 12 décembre 2009) : Gravelines-Dunkerque remporte son septième succès d'affilée à Dijon (83-81). En tête du classement, Orléans et Le Mans s'imposent face à Strasbourg (99-71) et à Rouen (85-64).
Journée 12 (18 et 19 décembre 2009) : Le Mans finit l'année 2009 en tête du championnat grâce à sa victoire à Hyères-Toulon (88-75). Huitième victoire de suite pour Gravelines-Dunkerque face à Orléans (67-60).
Journée 13 (2 et 3 janvier 2010) : Cholet, en battant Le Mans (68-66) rejoint les Manceaux à la première place du championnat. Gravelines-Dunkerque se rapprochent de la tête du classement en enchaînant sa neuvième victoire consécutive à Strasbourg (102-91).
Journée 14 (8 et 9 janvier 2010) : Les deux leaders ont gagné lors de cette journée. Cholet s'impose à l'ASVEL Lyon-Villeurbanne (84-82) et Le Mans bat Vichy (76-70). Dans le bas du classement, Chalon-sur-Saône bat Dijon dans le derby bourguignon (90-68).
Journée 15 (15 et 16 janvier 2010) : Cholet remporte son septième match de suite en battant Le Havre (83-66). Le Mans s'impose en prolongations à Dijon (84-81), les Bourguignons s'inclinant pour la dixième fois de suite.
Journée 16 (22 et 23 janvier 2010) : Le Mans redevient seul leader de Pro A à la suite de la défaite de Cholet à Hyères-Toulon (87-86). Dans le match des promus, Paris-Levallois bat Poitiers (80-71).
Journée 17 (29 et 30 janvier 2010) : Cholet battu à Orléans (88-69), Le Mans possède deux victoires d'avance désormais grâce à sa victoire à Gravelines-Dunkerque (87-71).
Journée 18 (5 et 6 février 2010) : Cholet s'impose d'un petit point face à Vichy (64-63), tandis que Le Mans conserve la tête du classement en battant Roanne (73-58).
Journée 19 (12 et 13 février 2010) : Le Mans et Cholet s'inclinent respectivement à Nancy (92-70) et à Roanne (72-71). Gravelines-Dunkerque se rapproche grâce à sa victoire face au Havre (76-59).
Journée 20 (26 et 27 février 2010) : Le Mans en étant battu, pour la première fois à domicile, par Paris-Levallois (67-75) voit revenir à 1 point Cholet qui lui a gagné (88-67) face à la lanterne rouge Dijon. Gravelines-Dunkerque défait par l'ASVEL Lyon-Villeurbanne à l'extérieur (70-76) n'est plus seul troisième, en effet puisque le club nordiste est rejoint par Nancy et Orléans vainqueur en déplacement de Rouen (93-74) pour le premier et de Hyères-Toulon (76-73) pour le second.
Journée 21 (5 et 6 mars 2010) : Statu quo en tête du classement. Le Mans bat Chalon-sur-Saône (97-64) chez celui-ci, Cholet lui gagne à Strasbourg (98-85), Nancy remporte sur son terrain son match contre Le Havre (94-66) et Gravelines-Dunkerque s'impose chez lui face à Hyères-Toulon (96-82). Seul Orléans est le grand perdant puisqu'il est décroché du trio de la troisième place car son adversaire de cette journée Roanne victorieux de l'équipe du Loiret (79-76) est revenu à sa hauteur c'est-à-dire cinquième ex aequos.
Journée 22 (12 et 13 mars 2010) : Les promus ne réussissent pas au Mans lors des rencontres disputées à domicile. Après Paris Levallois, c'est Poitiers qui s'impose 81 à 71 en terre mancelle. Cette nouvelle défaite du leader aurait pu permettre a Cholet de rejoindre le club sarthois et ainsi redevenir co-leader mais l'équipe du Maine-et-Loire s'incline aussi chez elle (72-73) face à Gravelines. Le club du nord qui avec Nancy, Orléans et Roanne rattrape petit à petit les deux premiers.
Journée 23 (19 et 20 mars 2010) : Le BCM Gravelines en battant à domicile Vichy (72-61) s'intercale entre le leader  Le Mans et son second Cholet. En effet car ces deux équipes perdent respectivement par 54 à 62 face à Villeubanne et par 71 à 76 à Poitiers.
Journée 24 (26, 27 et 28 mars 2010) : Grâce à sa victoire (87-59) à Vichy, Poitiers rejoint Hyères-Toulon à la 8e place, qualificative pour les play-offs. En bas de classement, Dijon s'impose face à Strasbourg (97-95 a.p.).
Journée 25 (2 et 3 avril 2010) : Le Mans conserve la tête du classement grâce à sa victoire sur Rouen (86-76). Poitiers s'impose pour la cinquième fois de suite et garde sa 8e place en battant Roanne (89-88 a.p.).
Journée 26 (9 et 10 avril 2010) : Roanne s'impose face à Nancy (87-79). Le Mans est toujours en tête après sa victoire à Toulon (78-88). Juste derrière au classement Cholet s'est imposé contre Chalon-sur-Saône (85-58).
Journée 27 (16 et 17 avril 2010) : Cholet s'empare de la tête du classement avec une très belle victoire à Antarès (83-85 a.p.). Poitiers a fait un pas de plus vers les plays-offs en battant Orléans (87-69). Côté maintien Rouen a perdu un point précieux après 2 prolongations contre Le Havre (98-105 a.2p.).
Journée 28 (23 et 24 avril 2010) : Vichy a battu Le Mans dans les ultimes instants grâce au buzzer beater de David Mélody (64-62). Cette défaite du Mans profite à Cholet qui a battu Lyon-Villeurbanne (80-62).
Journée 29 (30 avril et 1er mai 2010) : Lyon Villeurbanne gagne contre Vichy (86-79) mais ne jouera pas les plays-offs. Poitiers et le Paris-Levallois les deux promus de cette saison ont tous les deux décroché leurs billets pour les plays-offs en disposant chacun d'Orléans (84-83) et de Strasbourg (93-82).
Journée 30 (11 mai 2010) : Le Havre assure son maintien en s'imposant à Vichy (82-76). Gravelines termine 4e en battant Paris-Levallois (93-80) et Nancy finit 5e en gagnant à Poitiers (76-68).

### Meilleurs joueurs de la saison régulière
| Catégorie                  | Joueur           | Équipe            | Statistiques |
| -------------------------- | ---------------- | ----------------- | ------------ |
| Points par match           | Derrick Obasohan | Hyères-Toulon     | 19,8         |
| Rebonds par match          | Saer Sene        | Hyères-Toulon     | 11,4         |
| Passes décisives par match | Kareem Reid      | Vichy             | 7,8          |
| Interceptions par match    | John Linehan     | Cholet            | 2,8          |
| Contres par match          | Saer Sene        | Hyères-Toulon     | 2,4          |
| % aux tirs                 | Victor Samnick   | Lyon-Villeurbanne | 66,3 %       |
| % aux lancer-francs        | Mickaël Gelabale | Cholet            | 86,5 %       |
| % à 3 points               | Dylan Page       | Roanne            | 54,7 %       |

## Les playoffs

### Matchs des playoffs
|  | Quarts de finale                     | Quarts de finale         | Quarts de finale | Quarts de finale |                                        |             | Demi-finales | Demi-finales | Demi-finales                      | Demi-finales |  |  | Finale | Finale |
|  |                                      |                          |                  |                  |                                        |             |              |              |                                   |              |  |  |        |        |
|  | Mar 18 mai, ven 21 mai               |                          |                  |                  |                                        |             |              |              |                                   |              |  |  |        |        |
|  |                                      |                          |                  |                  |                                        |             |              |              |                                   |              |  |  |        |        |
|  | (1) Cholet                           | 68                       | 89               | -                |                                        |             |              |              |                                   |              |  |  |        |        |
|  | (1) Cholet                           | 68                       | 89               | -                | Ven 28 mai, mar 1er juin et ven 4 juin |             |              |              |                                   |              |  |  |        |        |
|  | (8) Poitiers                         | 59                       | 82               | -                |                                        |             |              |              |                                   |              |  |  |        |        |
|  | (8) Poitiers                         | 59                       | 82               | -                | (1) Cholet                             | 68          | 83           | 84           |                                   |              |  |  |        |        |
|  | Mer 19 mai, sam 22 mai               |                          |                  |                  | (1) Cholet                             | 68          | 83           | 84           |                                   |              |  |  |        |        |
|  |                                      | (4) Gravelines Dunkerque | 70               | 73               | 71                                     |             |              |              |                                   |              |  |  |        |        |
|  | (4) Gravelines Dunkerque             | (4) Gravelines Dunkerque | 70               | 73               | 71                                     | 84          | 74           | -            |                                   |              |  |  |        |        |
|  | (4) Gravelines Dunkerque             |                          |                  |                  |                                        | 84          | 74           | -            | Dim 13 juin à 18h15 à Paris-Bercy |              |  |  |        |        |
|  | (5) Nancy                            | 82                       | 58               | -                |                                        |             |              |              |                                   |              |  |  |        |        |
|  | (5) Nancy                            | 82                       | 58               | -                | (1) Cholet                             | 81          |              |              |                                   |              |  |  |        |        |
|  | Mar 18 mai, ven 21 mai               |                          |                  |                  | (1) Cholet                             | 81          |              |              |                                   |              |  |  |        |        |
|  |                                      |                          |                  |                  |                                        | (2) Le Mans | 65           |              |                                   |              |  |  |        |        |
|  | (2) Le Mans                          | 76                       | 80               | -                |                                        | (2) Le Mans | 65           |              |                                   |              |  |  |        |        |
|  | (2) Le Mans                          | 76                       | 80               | -                | Ven 28 mai, mar 1er juin et ven 4 juin |             |              |              |                                   |              |  |  |        |        |
|  | (7) Paris-Levallois                  | 62                       | 70               | -                |                                        |             |              |              |                                   |              |  |  |        |        |
|  | (7) Paris-Levallois                  | 62                       | 70               | -                | (2) Le Mans                            | 75          | 95           | 80           |                                   |              |  |  |        |        |
|  | Mer 19 mai, sam 22 mai et mar 25 mai |                          |                  |                  | (2) Le Mans                            | 75          | 95           | 80           |                                   |              |  |  |        |        |
|  |                                      | (3) Roanne               | 68               | 99ap             | 65                                     |             |              |              |                                   |              |  |  |        |        |
|  | (3) Roanne                           | (3) Roanne               | 68               | 99ap             | 65                                     | 87          | 55           | 78           |                                   |              |  |  |        |        |
|  | (3) Roanne                           |                          |                  |                  |                                        | 87          | 55           | 78           |                                   |              |  |  |        |        |
|  | (6) Orléans                          | 82                       | 65               | 71               |                                        |             |              |              |                                   |              |  |  |        |        |

### Faits marquants des playoffs
- Quarts de finale : Les quatre premiers de la saison régulière (Cholet, Le Mans, Roanne et Gravelines) se qualifient pour les demi-finales. Seule la série entre Roanne et Orléans se dispute avec un match d'appui pour déterminer le vainqueur.
- Demi-finales : Les deux demi-finales se disputent en trois matchs. Cholet s'incline à domicile face à Gravelines, mais va gagner les deux matchs suivants. Le Mans remporte ses deux matchs à domicile face à Roanne et ne perd le match sur le parquet de Roanne qu'après prolongations.
- Finale : Cholet remporte son premier titre de champion en battant en finale Le Mans (81-65)[2]. Les Choletais mènent à la marque dès la 6e minute et ne se font plus devancer par la suite. Ils font la différence lors du troisième quart-temps grâce à un score de 18-8.

## Récompenses individuelles

### Trophées LNB
| - MVP français : Ali Traore (ASVEL Lyon-Villeurbanne) - MVP étranger : Ricardo Greer (Nancy) - Meilleure progression : Kevin Seraphin (Cholet) - Meilleur défenseur : John Linehan (Cholet) - Meilleur espoir : Andrew Albicy (Paris-Levallois) - Meilleur entraîneur : Ruddy Nelhomme (Poitiers) |

### MVPs du mois
| Mois     | Joueur           | Équipe  |
| -------- | ---------------- | ------- |
| Octobre  | Sean Marshall    | Dijon   |
| Novembre | Ricardo Greer    | Nancy   |
| Décembre | Dewarick Spencer | Le Mans |
| Janvier  | Samuel Mejia     | Cholet  |
| Février  | Cedrick Banks    | Orléans |
| Mars     | Ralph Mims       | Roanne  |
| Avril    | Dylan Page       | Roanne  |